# 곤양군
곤양군(昆陽郡)은 현재 경상남도 사천시 서부 곤명면, 곤양면, 서포면 세 면과 하동군 남부 해안의 진교면, 금성면, 금남면 지역에 있던 지역이다.

## 유래
고대에 처음 기록상의 이름은 곤미(昆彌)였다. 철성(鐵城)·곤산(昆山)이라고도 한다.

## 역사
| Daedongyeojido (Gyujanggak) 18-03.jpg |
| Daedongyeojido (Gyujanggak) 19-03.jpg |

- 삼한시대에 군미국(軍彌國)으로 알려졌다.[1]
- 가야연맹에 속했고 포상팔국에 가맹해 금관가야에 대항하기도 했다.
- 삼국시대에 포촌현(浦村縣), 신라시대 하읍현(河邑縣)에 속했다. 하읍현의 치소는 지금의 하동군 진교면으로 추정된다.

금성, 금남면에는 성량현(省良縣)이 있었다.. 하읍현과 성량현은 하동군의 영현이었다.
- 1018년 고려 현종 9년 곤명현(昆明縣)으로 개명하고 진주에 속현으로 들어갔다.성량현은 부곡으로 강등당해 진주의 금양부곡(金陽部曲)이 되었다.
- 1419년 세종원년 남해현과 합병되어 곤남군(昆南郡)이 되었다.
- 1437년 세종 19년 남해현과 재분할되고 진주의 금양부곡을 편입해 곤양(昆陽)이 되었다.
- 1895년 23부府제로 행정구역이 재편되면서 진주부 관할 곤양군이 되었다가 이듬해 경상남도에 편입되었다.
- 일제강점기인 1914년에 일제에 의한 행정폐합으로 하동군과 사천군에 분할편입되었다.

## 1914년 이후
| 조선총독부령 제111호 |               |                                                                        |
| 구 행정구역 | 신 행정구역   | 신 행정구역                                                            |
| 곤양군 가리면(加利面) 탑동/가화동 일부/(진주군 축곡면)수거동 일부, 검정동 일부, 제방동/묵곡동 일부/환덕동 일부, 검정동 일부/중항동, 환덕동 일부/본촌동, 갑사동/흥곡동/묵곡동 일부 | 사천군 곤양면 | 가화리, 검정리, 묵곡리, 중항리, 환덕리, 흥사리                         |
| 곤양군 동부면(東部面) 남문외동, 대진동, 동정동/서정동/사동 일부/(서부면)방천동 일부/맥사동 일부, 성내동, 포곡동/가전동/송정동                                                     | 사천군 곤양면 | 남문외리, 대진리, 서정리, 성내리, 송전리                               |
| 곤양군 서부면(西部面) 금진동 일부, 금진동 일부/내구동, 원동/평촌동, 맥사동 일부, 외구동/방천동 일부/(양포면)오도동 일부/(동부면)사동 일부                                         | 사천군 서포면 | 금진리, 내구리, 무고리, 맥사리, 외구리                                 |
| 곤양군 양포면(兩浦面) 구소동 일부/두리동, 독소동/다맥동/구소동 일부, 비토동, 염전동/선창동, 자혜동, 조도동 일부/구랑동 일부                                                       | 사천군 서포면 | 구평리, 다평리, 비토리, 선전리, 자혜리, 구랑리,조도리                  |
| 곤양군 곤명면(昆明面) 금성동 일부, 본촌동 일부, 조평동 일부/(진주군 축곡면)연향동 일부, 정곡동/금성동 일부/(성방면)신흥동 일부                                                    | 사천군 곤명면 | 금성리, 본촌리, 연평리, 정곡리                                         |
| 곤양군 성방면(城方面) 본촌동/우교동 일부, 신흥동 일부, 작팔동/우교동 일부 | 사천군 곤명면 | 성방리, 신흥리, 작팔리                                                 |
| 곤양군 초량면(草梁面) 봉계동/오천동, 용동, 조양리/평촌동, 손량동/삼거리동 일부, 추동                                                                                              | 사천군 곤명면 | 봉계리, 용산리, 조장리, 초량리, 추천리                                 |
| 곤양군 소곡면(所谷面) 마곡동, 삼정동, 송림동/(성방면)우교동 일부, 조동/은사동 | 사천군 곤명면 | 마곡리, 삼정리, 송림리, 은사리                                         |
| 곤양군 금양면(金陽面) 삼천동/덕포동, 영천동/계항동, 대동동, 진목동/금오동, 대송동/곶치동, 소송동/수문동/미법동, 궁항동, 광포동/명덕동/가인동, 고포동/(하동군 마전면)사포동        | 하동군 금양면 | 노량리, 대치리, 중평리, 고룡리, 양포리, 안심리, 술상리                 |
| 곤양군 서면(西面) 삼천동/덕포동, 영천동/계항동, 대동동, 진목동/금오동, 대송동/곶치동, 소송동/수문동/미법동, 궁항동, 광포동/명덕동/가인동, 고포동/(하동군 마전면)사포동            | 하동군 남면   | 덕천리, 계천리, 대도리, 진정리, 대송리, 송문리, 궁항리, 가덕리, 고포리 |

## 주요인물
- 정기룡-1562년 곤양현(昆陽縣) 중평(仲坪)(지금의 하동군 금남면(金南面) 중평리(仲坪里))출생, 1622년 삼군통제사로서 통영의 진중에서 순직.

## 성씨
- 곤양 배씨

## 특이사항
중국에도 곤양(昆陽)이라는 지명이 몇번 나오는데 후한시대에 후한 광무제와 왕망사이의 곤양전투가 지금의 허난성(河南省) 예현(葉縣)인 곤양성(昆陽城)에서 벌어졌다고 한다. 지금의 중국 곤양은 윈난성 쿤밍 시 진닝 현(晉寧縣)의 쿤양진(昆陽鎭)인데 정화(鄭和)(1371~1434년)의 출생지로 알려져 있다.
한편 쿤양진이 속한 쿤밍(昆明) 시조차 이름이 곤양의 옛 이름중에 하나인 곤명(昆明)과 같다.
단 이는 모두 우연의 결과이다.